# تاک ستاره
تاک ستاره (نام علمی: Brandegea) نام یک سرده از خانواده کدوییان (کدو حلوایی) است.
این تاک هرزه‌رو و چندساله بومی صحراهای کالیفرنیا، آریزونا و شمال مکزیک است. برگ‌های کوچک و سبز تیره آن شکلی ویژه دارند در شکل‌های متغیر وجود دارند اما معمولاً شکل کلی آن‌ها به صورت لخته‌ای عمیق و نخل‌مانند با انگشت‌های بلند است. آنها بسیار لک و پیسی هستند و غده‌های روغنی سفید دارند. گل‌های ریز آن سفید و پنج‌پر هستند و پهنای گل‌ها تنها ۲ یا ۳ میلی‌متر است. میوه‌های کوچک، خشک و سوزنی آن ۵ یا ۶ میلی‌متر طول دارد و یک دانه واحد را در خود نگه می‌دارد. گیاه از یک ریشه عمیق رشد می‌کند.